# Gare de Palerme-Centrale
La gare de Palerme-Centrale (en italien : stazione di Palermo Centrale) est une gare ferroviaire italienne, située piazza Giulio Cesare au centre de la ville de Palerme, capitale de la province de Palerme et chef-lieu de la Sicile.
C'est l'une des treize plus grandes gares de l'Italie, elle est fréquentée par, en moyenne, 19 millions de voyageurs chaque année.

## Situation ferroviaire
Établie à 25 mètres d'altitude, la gare de Palerme-Centrale est l'origine des principales lignes de la Sicile : ligne Palermo - Messina, ligne Palermo - Trapani, ligne Palermo - Catania et ligne Palermo - Agrigento - Porto Empedocle.

## Histoire
Au début des années 2010, la gare, qui compte une desserte quotidienne d'environ 250 trains, voit passer 52 000 voyageurs chaque jour pour 19 millions annuellement.

## Service des voyageurs

### Accueil
Gare Grandi Stazioni, elle dispose d'un bâtiment voyageurs, avec guichets, ouvert tous les jours. Elle est notamment équipée : d'automates pour l'achat de titres de transport, d'une salle d'attente, d'une consigne à bagages et de toilettes, d'un bureau de la police ferroviaire. Un bar, un service de restauration rapide et deux bureaux de tabac sont présents en gare.
Un passage souterrain permet la traversée des voies et l'accès aux quais.

### Desserte
Palerme-Centrale est desservie par des trains Trenitalia.

### Intermodalité
Un parking pour les véhicules y est aménagé. Elle est desservie par des bus urbains et suburbains.